# Bükkszentmárton
Bükkszentmárton je obec v severovýchodním Maďarsku na severu župy Heves v okresu Bélapátfalva v Bukových horách. K 1. lednu 2015 zde žilo 295 obyvatel.

## Historie
V roce 1554 byla obec zničena Turky. Obec byla opět osídlena v roce 1596.
Do roku 1947 se obec jmenovala maďarsky Borsodszentmárton.

## Geografie
Obec se nachází asi 2 km severozápadně od okresního města Bélapátfalva. Od města s župním právem Eger se nachází asi 20 km severně.
Obec se nachází v Bukových horách ve výšce 301 m n. m.